# Gomphocerippus rufus
Espèce
Synonymes
- Acridium clavicorne De Geer, 1773[2]
- Gomphocerus rufus (Linnaeus, 1758)[2]
- Gryllus rufus Linnaeus, 1758[2]

Gomphocerippus rufus, le Gomphocère roux, est une espèce de criquets de la famille des Acrididae.